# Het verhaal van Schele Guurte
Het verhaal van Schele Guurte is een sage uit Gelderland.

## Het verhaal
Naast de weg van Wildenborch naar Vorden ligt een heuvel, deze wordt Schelleguurtjesbelt genoemd. In de Mosselse Enk had men veel last van witte wieven, maar ze komen nooit bij de Wildenborchse molen. Hente Wonnink, de vrouw van Winkel, is een kwaad wijf en bracht de hel in huis nadat de eerste vrouw van Winkel naar het kerkhof was gebracht door de doodgraver. Ze stierf in het kraambed en dochter Aaltje is knap en helder en zeventien jaar. Haar stiefmoeder wil dat ze blootshoofds loopt in de zomer en had ook geen geld voor kousen, ze is gierig. Aaltje mag nooit mee naar de Vordense of Lindese kermis, ze moet voor het werk zorgen thuis. De witte wieven doen haar nooit iets en zelfs toen Aaltje de mazelen had, was het werk gedaan.
De tweede vrouw van Winkel is rijk, haar vader heeft een eigen erf in de Leule. Het erf van Winkel hoort echter de heer Van het Melder toe en de stiefmoeder wil dat Aaltje bij hem als meid gaat werken. Ze zal toch nooit een echte vrijer, een rijke boerenzoon, krijgen. Gatjan, de bouwknecht van de Sasse, komt op zondagavond wel naar de meent en zit daar dan stiekem met Aaltje. Hij wil herenknecht worden om aan geld te komen of wil zich verkopen als remplaçant. Aaltje vindt dit het verkopen van je ziel en wil dat Gatjan koetsier op de Bramel wordt, maar dan kunnen ze zich niet onderhouden. Als het Kerstmis is, geeft Aaltje een vervelend halfzusje een klap als ze liegt na het omgooien van een emmer melk. De stiefmoeder is woedend en Aaltje huilt uit bij Gatjan en hij zegt net als de dominee: "zegen die u vervloekt en wees goed tot degene die je haat".
Gatjan gaat in dienst bij de oude hertog van Brunswijk en Aaltje moet nog vijf jaren thuisblijven. De oudste jongen wil dat Aaltje appels uit de aardappelkuil gaat halen en ze pakt er twee, maar de jongen bedankt haar niet eens. Hente stuurt haar naar het dorp voor olie en Aaltje loopt door de sneeuw. Op de terugweg raakt ze de weg kwijt bij Groewels Jan Berend en het lijkt opeens alsof het helder is en ze al voorbij Kamphuizen is. Het is twaalf uur, de klok van Wildenborch slaat, en Berend met de honden en Derk met de beer komen, want het is kerstavond met de Wilde Jacht. Dan ziet ze dat de berg zich geopend heeft en alles straalt van het schitterende licht. Ze ziet zilver en goud en mooie stenen en er komt een oude vrouw met schele ogen naar buiten. Ze zegt dat ze Guurte is en het meisje goedgezind is.
Aaltje neemt een beetje mee, een zilveren kandelaar, zodat Gatjan niet in dienst hoeft. Ze rent weg en als de laatste klokslag heeft geklonken, verdwijnt de berg in het niets en het wordt donker. Met Sint Piter trouwt ze met Gatjan, want de goudsmid heeft geld gegeven voor de kandelaar. Ze kunnen een plaats kopen onder Hackfort, dicht bij het Smallegoor, en het wijf van Winkel is erg jaloers. Met Kerstmis gaat ze naar de berg en Schele Guurte en ze is hebzuchtig. Als de laatste klokslag geklonken heeft, sluit de berg. Henke zit nog in de berg en zeven uur lang zoekt ze naar de uitgang. Maar het zijn zeven jaren en Winkel is opnieuw getrouwd met een betere vrouw. Als ze dit hoort, verandert ze in een kat en je kan tijdens kerstavond bij de Schelleguurtjesbelt zien hoe Schele Guurte met deze duivelse zwarte kat op schoot zit.

## Achtergronden
- Schele Guurte heeft overeenkomsten met Vrouw Holle.
- In andere versies heeft de buurt last van elfjes.
- Zie Kasteel Hackfort en Lijst van hertogen van Brunswijk.
- Middernacht is het tijdstip waarop vaak griezelige of magische dingen plaatsvinden, het wordt ook wel spookuur genoemd (zie ook spook). Het speelt in de volgende verhalen een rol; in Sprookje van iemand die erop uittrok om te leren griezelen (KHM4) maakt de jongen een vuur, Zusje kan haar kind alleen zien rond middernacht in een versie van Broertje en zusje (KHM11), de reus slaat het bed doormidden in Het dappere snijdertje (KHM20), in Assepoester (KHM21) wordt de betovering verbroken, in De gouden vogel (KHM57) worden appels gestolen, de jongen vindt de reuzen in De volleerde jager (KHM111), de duivels dobbelen in De koningszoon die nergens bang voor was (KHM121), de draak komt thuis in De duivel en zijn grootmoeder (KHM125), de betovering wordt verbroken in Het boshuis (KHM169), het uiterlijk van het meisje verandert in De ganzenhoedster aan de bron (KHM179), de rovers komen thuis in De avonturen van een soldaat.
- Er zijn in volksverhalen vaak wezens aanwezig die het werk van de mens opknappen. Zie ook Repelsteeltje, De helpende hand van Bakroe, geest en kabouter.
- In De aardmannetjes spelen een gebochelde en een schele man een rol. De gebochelde krijgt een beloning, hij raakt zijn bochel kwijt. De schele hebzuchtige man krijgt als beloning de bochel. Vergelijk ook met Het is woensdag, woehoensdag, waarbij twee gebochelde mannen een rol spelen. Deze verhalen komen wereldwijd voor met afwisselend kabouters, elfen, witte wieven, lupins en andere mythische wezens.
- Ook Grýla wordt in verband gebracht met Kerstmis en een duivelse kat, Jólaköttur. Zie ook kerstgebruik.
- Vergelijk met Simeliberg.
- Zie grafheuvel.